# Фаєттвілл (Нью-Йорк)
Фаєттвілл (англ. Fayetteville) — селище (англ. village) в США, в окрузі Онондага штату Нью-Йорк. Населення — 4225 осіб (2020).

## Географія
Фаєттвілл розташований за координатами 43°1′58″ пн. ш. 75°59′52″ зх. д. / 43.03278° пн. ш. 75.99778° зх. д. (43.032711, -75.997843).  За даними Бюро перепису населення США в 2010 році селище мало площу 4,52 км², уся площа — суходіл.

## Демографія
Згідно з переписом 2010 року, у селищі мешкали 4373 особи в 1912 домогосподарствах у складі 1202 родин. Густота населення становила 967 осіб/км².  Було 2034 помешкання (450/км²).
Расовий склад населення:
| - 93,8 % — білих - 3,0 % — азіатів - 1,4 % — чорних або афроамериканців - 0,2 % — корінних американців |

До двох чи більше рас належало 1,3 %. Частка іспаномовних становила 2,1 % від усіх жителів.
За віковим діапазоном населення розподілялося таким чином: 23,2 % — особи молодші 18 років, 59,0 % — особи у віці 18—64 років, 17,8 % — особи у віці 65 років та старші. Медіана віку мешканця становила 44,4 року. На 100 осіб жіночої статі у селищі припадало 91,2 чоловіків;  на 100 жінок у віці від 18 років та старших — 86,9 чоловіків також старших 18 років.
Середній дохід на одне домашнє господарство  становив 95 959 доларів США (медіана — 71 930), а середній дохід на одну сім'ю — 117 823 долари (медіана — 92 431). За межею бідності перебувало 4,8 % осіб, у тому числі 4,1 % дітей у віці до 18 років та 0,9 % осіб у віці 65 років та старших.
Цивільне працевлаштоване населення становило 2430 осіб. Основні галузі зайнятості: освіта, охорона здоров'я та соціальна допомога — 37,1 %, науковці, спеціалісти, менеджери — 14,6 %, мистецтво, розваги та відпочинок — 9,7 %, роздрібна торгівля — 8,9 %.